# Warren W. Smith Jr
Pour les articles homonymes, voir Smith et Warren Smith.
Warren W. Smith jr , né le 2 juin 1945, est un spécialiste des relations internationales, historien,,, et écrivain américain travaillant pour le service en tibétain de Radio Free Asia. Il a plus de 25 ans d’expérience en études tibétaines.

## Biographie
Il a résidé au Népal de 1970 à 1981. En 1982, il fut l’un des premiers Occidentaux à être autorisés à se rendre au Tibet.
En 1994, il obtient un doctorat en relations internationales de la Fletcher School of Law and Diplomacy,,, de l'université Tufts. Sa thèse a porté sur le nationalisme tibétain.
Depuis 1997, il est journaliste au service en tibétain de Radio Free Asia, où il a abordé tous les aspects de la politique et de l’histoire tibétaines, les relations sino-tibétaines, la politique chinoise et les relations sino-américaines.
Il est décrit comme étant un chercheur indépendant habitant Alexandria en Virginie,,,,.
Ses travaux se focalisent sur l'histoire et la politique tibétaine. Il est l'auteur de Tibetan Nation : A History of Tibetan Nationalism and Sino-Tibetan Relations et coauteur du rapport de 1997 de la Commission internationale de juristes intitulé Tibet: Human Rights and the Rule of Law .
Il a traduit du tibétain en anglais un ouvrage en 15 volumes sur la résistance tibétaine, écrit par l'ancien résistant tibétain Lhamo Tsering en collaboration avec Tashi Tsering et l'Institut Amnye Machen à Dharamsala en Inde.
Il est aussi le président de l'association Cultural Survival-Tibet Project ,.
Après avoir passé cinq mois au Tibet en 1982, il décrit les Chinois comme des chauvins qui se considèrent supérieurs aux Tibétains. Il affirme que les Chinois ont utilisé la torture, la contrainte et la famine pour contrôler les Tibétains.
Smith pense qu'une autonomie du Tibet sous gouvernement chinois n'est pas possible, et que seule l’autodétermination permettrait de sauvegarder l’identité tibétaine.

## Accueil critique
Patrick French affirme que Warren W. Smith Jr (qui a étudié les déficits de croissance de la population) a écrit que les statistiques chinoises « confirment les thèses tibétaines d'un nombre massif de morts et réfutent les dénégations chinoises ». Selon ses estimations plus de 200 000 Tibétains « manqueraient » à la population de la Région autonome du Tibet. Le nombre de morts tibétains semble aussi élevé dans les régions du Gansu, du Sichuan et du Qinghai, trois régions où les taux de mortalité au début des années 1960 sont élevés et vérifiables. Il estime qu'« environ un demi-million de Tibétains sont directement morts en raison de la politique appliquée au Tibet par la République populaire de Chine ».
Pour Barry Sautman, qui qualifie Warren W. Smith de « propagandiste professionnel œuvrant pour la radio Radio Free Asia du gouvernement américain » , ou, plus concisément, de « propagandiste de RFA », la monographie Tibetan Nation: A History of Tibetan Nationalism and Sino-Tibetan Relations est un travail d'érudition polémique en faveur de l'indépendance tibétaine dans lequel Smith ne prend même pas la peine de dissimuler le lien entre ses opinions politiques et son travail de recherche.

## Ouvrages
- (en) 1978, avec Manabajra Bajracharya, Mythological History of Nepal Valley from Svayambhu Purana, Ed. Avalok
- (en) The Nationalities Policy of the Chinese Communist Party and the Socialist Transformation of Tibet. In (en) Robert Barnett et Shirin Akiner, Resistance and Reform in Tibet, C. Hurst & Co. Publishers, 1994 (ISBN 1-85065-161-2, lire en ligne).
- (en) 1996 Tibetan Nation: A History of Tibetan Nationalism and Sino-Tibetan Relations, Westview Press,  (ISBN 978-0813332802)
- (en) 2003, The transformation of Tibetan national identity p. 207–214 in Tibet and Her Neighbours : A History, McKay Alex (éd.), Londres, Edition Hansjörg Mayer, 239 p.
- (en) 2004, China's policy on Tibetan autonomy East-West Center Washington
- (en) 2008 China's Tibet - Autonomy Or Assimilation?, Rowman & Littlefield,  (ISBN 978-0742539891)
- (en) 2009, Tibet's Last Stand? The Tibetan Uprising of 2008 and China's Response, Rowman & Littlefield,  (ISBN 0-7425-6685-4)
- (en) 2023, Tibet’s Fate, Rowman & Littlefield,  (ISBN 9781538173985)
- (en) 2023, Chinese Propaganda on Tibet. A Documentary History, Lexington Books,   (ISBN 1666916188)